# The fascinations
the fascinations（ザ・ファシネイションズ）は、ヴィブラフォン奏者、渡辺雅美を中心に結成された日本のクラブ・ジャズ・バンド。レーベルはhigh contrast recordings（VIVID SOUND）。
2002年のメジャー・デビュー以降、2004年のhigh contrast recordings移籍後も、渋谷系サウンドが楽曲アレンジの中心だったが、その後、2006年に大幅なメンバーチェンジが行われたころを境に、ジャズ・スタンダードやロック、ポップスなどに大胆なアレンジを施すなど、いわゆるジャズの固定観念とは距離を置いた「パンキッシュ・ジャズ」を標榜。それまでのファッショナブルさに加え、ソウルミュージックやパンクロック、ハードロックの要素を積極的に取り入れ、特にライブパフォーマンスは、ヴィブラフォンの優雅な響きとは裏腹に、渡辺雅美と三浦邦彦を中心に各パートのハードなせめぎ合いが見られる。

## メンバー
渡辺雅美（わたなべまさみ）
東京都出身。ヴィブラフォン担当、バンドマスター。
三浦邦彦（みうらくにひこ）
東京都出身。ドラムス、パーカッション、Rock The Casbahではディジュリドゥも担当。2006年加入。
則岡徹（のりおかてつ）
東京都出身。ピアノ担当。2006年加入。
塩川俊彦（しおかわとしひこ）
長野県出身。ギター担当。2006年加入。
西川輝正（にしかわてるまさ）
山梨県出身。ベース担当。2007年加入。

## ディスコグラフィ

### アルバム
soulful strut (2002.8.21)
MTCB-1002
basement Label
1. fascinated groove
2. at nineteen
3. black coffee
4. summer dizziness
5. autumn theme
6. the love song from may
7. fascinated groove (punky fuckin' mix)

the fascinations (2004.11.17)
HCCD-9508
highcontrast recordings
1. fascinated groove (la paresse...)
2. just you, just me
3. i make a fool of myself
4. bluesette
5. stone cold
6. stinger
7. fascinated blues
8. just you, just me...take 2
9. the beauties of nature
10. i make a fool of myself　Hase Hajimu remix
11. fascinated groove (la paresse…)　IWAMURA manabu remix

color code (2006.11.15)
HCCD-9516
highcontrast recordings
1. Sail Away
2. L-O-V-E feat. hino tomoka（metro trip）
3. Lovin' You
4. Allegria
5. Blue Tone
6. The Sidewinder
7. Je Te Veux
8. Rush
9. Tin Tin Deo
10. Kiss of Life
11. Moonlight Serenade feat. 戸川昌子
12. Fascinated Groove 2006
13. L-O-V-E（Hase Hajimu Remix）［Bonus Track］

quiet dance (2007.12.5)
HCCD-9524
highcontrast recordings
1. Rock the Casbah feat. Kazuho Oogiya
2. Matador
3. Rock with You
4. Lady F.
5. Funny Walk
6. But Not for Me feat. Tetsuro Yafune
7. Fascinated Waltz
8. Next Step
9. Blues Minor
10. Never Did I Stop Loving You feat. Tetsuro Yafune

タワーレコードJ-JAZZウイークリーチャートで最高1位、ベストセラーチャートで最高2位を記録。
latona (2009.4.15)
HCCD-9528
highcontrast recordings by VIVID SOUND
1. latona
2. the st. vitus dance
3. y funk
4. mexican hip dance
5. mellow dancer
6. beyond the moon
7. speedball
8. the dirt
9. 'round about midnight　feat.kurofune lady

### ミニアルバム
my funny vibraphone (2007.2.1)
ヴィレッジヴァンガード限定盤。

### シングル
i make a fool of myself (2005.2.16)
アナログ7インチレコード。
ピエール･バルーの娘、まや･バルー参加。
fascinated groove(la paresse...) (2004.11.3)
アナログ10インチレコード。
ボーカルにピエール・バルーをフィーチャー。本曲はピエール・バルー2007年発売のアルバム『Daltonien』（仏Saravah）にも収録。
L-O-V-E (2006.10.20)
アナログ10インチレコード。
metro tripの日野友香がボーカルとして参加。
Rock The Casbah (2007.11.23)
アナログ10インチレコード。
ザ・クラッシュのRock The Casbahのカバー。ボーカルは扇谷一穂。

### その他
- inverno / Tokyo Bossa Nova
- Blue Note 〜the 65th anniversary / Blue Splits
- WORLD STANDARD 04 / 須永辰緒
- routine jazz vol.6 / 小林径
- paris / Cool D:Visionparis（伊レーベル）
- Colours of Groove V / Pヴァイン
- Routine Jazz Presents "Nouvelle Vague" / 小林径監修
- Daltonien / ピエール・バルー（仏Saravah）（2007.7.25） - laparesse(fascinated groove)
- 上海スウィング / ヴィレッジヴァンガード限定盤（2007.12.5） - 本作では、ROCO、イズミカワソラの演奏も担当。

### タイアップ
fascinated groove
オンワード自由区メンズCFイメージソング。

## バンド編成
ライブによっては編成が、vib、dr、keyによるトリオや、vib、dr、key、gのカルテットなど変則編成も見られ、ベース抜きの場合は則岡徹が片手でシンセベースを担当する。これは普段別々にプロ活動しているミュージシャンによるバンド体制のため、それぞれのスケジュール調整がつかない場合の対応とされている。

## その他
ヴィブラフォン、マリンバ奏者の第一人者、渡辺義章は渡辺雅美の父。生前の義章は多くのレコーディングに参加し、数々の演奏を遺している。福島県いわき市出身。
朝丘雪路がジャズコンサートを行う場合は、三浦邦彦がドラムス担当で参加している。